# Лущики (Львовская область)
Лущики (укр. Лущики) — село в Добросинско-Магеровской сельской общине Львовского района Львовской области Украины.
Население по переписи 2001 года составляло 127 человек. Занимает площадь 2,88 км². Почтовый индекс — 80333. Телефонный код — 3252.